# Оболонь (річка)
Оболо́нь — нова назва річки в Україні, в межах  Семенівського району Полтавської області, яка, імовірно, виникла в енциклопедичній літературі наприкінці XX ст. Тлумачиться, як права притока Кривої Руди (басейн Дніпра). 
Річка, яка бере початок на північ від села Вільного і протікає через село Товсте, у XIX носила назву Товста. Річка Товста впадає в р. Криву Руду, на якій розташоване с. Оболонь, нижче с. Калинівка. На початку XXI ст. р. Товста практично повністістю пересохла.

## Опис
Заплава у багатьох місцях заболочена. Річище влітку місцями пересихає. Споруджено декілька ставків. Довжина р. Товста у сер. XIX ст. становила 14 верст. 

## Розташування
Товста впадала в р. Криву Руду, на якій розташоване с. Оболонь, нижче с. Калинівка.

## Цікаві факти
- У долині річки Кривої Руди розташовані природоохоронні території — заказники «Солоне» і «Гракове».